# Madeline Stuart
Madeline Stuart (Brisbane, 13 de novembro de 1996) é uma modelo australiana com síndrome de Down. Ela apareceu na passarela da New York Fashion Week e também passou pela semana de moda de Paris, semana de moda de Londres, Runway Dubai, semana de moda russa, semana de moda Mercedes Benz China e muito mais. Ela foi descrita como a primeira modelo profissional do mundo com síndrome de Down.
Stuart decidiu que ela queria ser modelo ao visitar um desfile de moda em Brisbane com sua mãe em 2014. Ela perdeu 44 quilos (20 kg) e, em seguida, participou de uma sessão de fotos. A carreira de Stuart começou em 2015, quando sua mãe começou uma campanha online para garantir um contrato de modelagem. Isso levou Stuart a ganhar um grande número de seguidores online e assinar dois contratos de modelagem: um com a marca de roupas de fitness Manifesta e um com a marca de bolsas everMaya. Ela posteriormente participou de uma sessão de fotos de noivas para Rixey Manor, na Virgínia, e apareceu na Vogue.